# Carles III d'Alençon
Carles III d'Alençon de la dinastia Valois, nascut el febrer de 1337, mort a Lió el 5 de juliol de 1375, fou comte d'Alençon i de Perche, Arquebisbe de Lió, fill gran de Carles II d'Alençon i de Maria de la Cerda.
Va succeir al seu pare, mort a la batalla de Crécy, i es va fer dominicà el 1361. Va fer llavors estudis de teologia on destaca i fou llavors escollit i consagrat arquebisbe de Lió el 13 de juliol de 1365 malgrat una certa oposició del capítol de la catedral de la ciutat. Van caldre tres eleccions en dos mesos, i tot i el suport del papa i de rei.
Sense descendència, el seu germà petit, Pere II d'Alençon el va succeir.